# Ain Zara
Ain Zara è un centro abitato della Libia, nella regione della Tripolitania.
Nell'antichità fu un importante centro agricolo. Nei dintorni furono trovati avanzi di una necropoli cristiana del IV secolo.

## Storia
Durante la guerra italo-turca, il 1º novembre 1911 l'oasi subì il primo bombardamento aereo della storia, ad opera dell'aviatore italiano Giulio Gavotti. Il 4 dicembre dello stesso anno fu occupata dalle forze italiane dopo un vivace combattimento che liberò l'oasi fino a Tagiura. Nel 1912 fu attaccata da forti contingenti arabo-turchi che non riuscirono ad ottenere il successo.